# György Gurics
György Gurics (27 gennaio 1929 – 10 settembre 2013) è stato un lottatore ungherese, specializzato nella lotta libera.

## Palmarès

### Olimpiadi
- Bronzo a Helsinki 1952 nei pesi medi.